# Дмитренко Олександр Юрійович
Олександр Юрійович Дмитренко — старший лейтенант Збройних Сил України, учасник російсько-української війни, що загинув у ході російського вторгнення в Україну в 2022 році.

## Життєпис
Олександр Дмитренко народився 6 квітня 1996 року в селищі Озерне поблизу Скоморохи (з 2020 року — Новогуйвинської селищної територіальної громади) на Житомирщині. Після закінчення загальноосвітньої школи в рідному селі навчання у військовому вищому навчальному закладі. Ніс військову службу в 95-тій окремій десантно-штурмовій бригаді. З початком повномасштабного російського вторгнення в Україну перебував на передовій.
Загинув у боях за Краматорськ Донецької області 22 березня 2022 року. Чин прощання відбувся 27 березня у церкві на честь Воскресіння Словущого, що в містечку Озерне. Чин відспівування Олександра Дмитренка звершив настоятель храму, благочинний Житомирського районного благочиння протоієрей Димитрій Новіцький разом із священиками єпархії.

## Нагороди
- Орден Богдана Хмельницького III ступеня (2022, посмертно) — за особисту мужність і самовіддані дії, виявлені у захисті державного суверенітету та територіальної цілісності України, вірність військовій присязі[3].